# Pheloconus rubicundulus
Pheloconus rubicundulus – gatunek chrząszcza z rodziny ryjkowcowatych.

## Zasięg występowania
Występuje w Ameryce Środkowej, Kolumbii, Peru, Brazylii, Paragwaju, Boliwii oraz Argentynie.

## Budowa ciała
Ubarwienie ciała brązowe z białymi plamkami na pokrywach, oraz białą szczecinką.